# Bardufoss Lufthavn
Bardufoss Lufthavn, (IATA: BDU, ICAO: ENDU) er en lufthavn ved byen Bardufoss, Målselv Kommune, Troms og Finnmark fylke i Nord-Norge. I 2009 ekspederede den 175.408 passagerer. Lufthavnen er ejet og drevet af det statsejede selskab Avinor.
Norwegian flyver 3 daglige afgange til med Boeing 737 fly til Oslo Lufthavn, Gardermoen. Scandinavian Airlines System flyver i sommerperioden også på ruten til Oslo.
Bardufoss Flyvestation er også placeret ved lufthavnen, hvor Luftforsvaret opererer Westland Lynx MK 86 helikoptere (337 eskadrille) for Kystvakten, ligesom Bell 412 helikoptere (339 eskadrille) er placeret her. Luftforsvarets flyveskolen har også hjemsted i Bardufoss og alle 3 enheder er alle en del af 139. Air Wing.